# Municipio de Little Traverse
El municipio de Little Traverse (en inglés: Little Traverse Township) es un municipio ubicado en el condado de Emmet en el estado estadounidense de Míchigan. En el año 2010 tenía una población de 2380 habitantes y una densidad poblacional de 45,14 personas por km².

## Geografía
El municipio de Little Traverse se encuentra ubicado en las coordenadas 45°26′20″N 84°54′35″O / 45.43889, -84.90972. Según la Oficina del Censo de los Estados Unidos, el municipio tiene una superficie total de 52.73 km², de la cual 46,53 km² corresponden a tierra firme y (11,76 %) 6,2 km² es agua.

## Demografía
Según el censo de 2010, había 2380 personas residiendo en el municipio de Little Traverse. La densidad de población era de 45,14 hab./km². De los 2380 habitantes, el municipio de Little Traverse estaba compuesto por el 96,51 % blancos, el 0,59 % eran afroamericanos, el 1,68 % eran amerindios, el 0,08 % eran asiáticos, el 0,21 % eran de otras razas y el 0,92 % eran de una mezcla de razas. Del total de la población el 0,97 % eran hispanos o latinos de cualquier raza.